# Studnica (stacja kolejowa)
Studnica – nieczynna stacja stargardzkiej kolei wąskotorowej w Studnicy, w województwie zachodniopomorskim, w Polsce. Stacja została zlikwidowana po 1956 roku.